# Кромбек північний
Кромбек північний (Sylvietta brachyura) — вид горобцеподібних птахів родини Macrosphenidae.

## Поширення
Вид поширений у тропічному поясі Африки від Мавританії до Сомалі. Живе у вологих саванах та акацієвому рідколіссі.

## Опис
Дрібний птах, вагою 5-20 г. Верхня частина тіла темно-коричневого забарвлення, у деяких підвидів задня частина спини сіра. Нижня частина тіла від світло-коричневого до білого кольору. Дзьоб коричневий або чорний, ноги - коричневі. Хвіст дуже короткий.

## Спосіб життя
Птах трапляється парами. У пошуках комах птахи лазять по стовбурах дерев. Птахи дуже територіальні і не переносять присутності на своїй території інших птахів. Живиться комахами та іншими дрібними членистоногими. Птахи будують невеликі кулясті гнізда з трави серед гілок чагарників. Самиця відкладає від 2 до 7 яєць, які висиджує до 2 тижнів. Через 15 днів після вилуплення пташеннята стають самостійними.

## Підвиди
- Sylvietta brachyura brachyura Lafresnaye, 1839
- Sylvietta brachyura carnapi Reichenow, 1900
- Sylvietta brachyura leucopsis Reichenow, 1879